# 伊比卡雷
伊比卡雷是巴西圣卡塔琳娜州的一个市镇。总面积150.512平方公里，总人口3390人，人口密度22.5人/平方公里。